# 常英
常英（5世纪—476年），字世華，辽西郡肥如县（今河北省迁安市）人，祖籍河内郡温县（今河南省焦作市温县），魏文成帝乳母常氏之兄，以準外戚被重用。

## 生平
渤海郡太守常澄和許氏（博陵郡君）的長子。興安元年（453年）十一月，文成帝立乳母常氏为保太后。興安二年（454年）三月、保太后常氏被尊为皇太后。太后之兄常英由肥如县令提拔为散騎常侍、镇軍大将軍，封遼西公。他的弟弟常喜为鎮東大将軍、祠曹尚書，封带方公。太后的三个妹妹被封为县君。妹夫王睹任平州刺史，封遼東公。常英的父祖被追贈官爵，立廟遼西。
太安元年（455年），常英官至侍中、征東大将軍、太宰，進爵遼西王。他的弟弟常喜为左光禄大夫，改封燕郡公。从兄常泰受号安東将軍，封朝鮮侯。太安三年（457年），领太師、評尚書事、内都大官。文成帝计划東巡，常英奉命在遼西黄山建設行宮。太安五年（459年），常太后之母宋氏封为遼西王太妃。和平元年（460年），常太后去世。常喜任洛州刺史。天安年間，常英任平州刺史。後以不正蓄財之罪，被流放燉煌郡。诸常得罪而死者数人。余哲全部免官归本乡。
魏孝文帝承明元年（476年），常英被召還回国都平城，官复原职。去世後，諡号平。